# Whedefit Gesgeshi Woude Henate Ethiopia
Wädäfit Gäsgeshi Wudd Ennate Ityop’ya (Marcha hacia adelante, querida Madre Etiopía), es el himno nacional de Etiopía. El autor de la letra es Dereje Melaku Mengesha, y la música está compuesta por Solomon Lulu Mitiku. Fue adoptada en 1992. Está escrita en amárico, lengua oficial del país.

## Letra en amárico
የዜግነት ክብር በኢትዮጵያችን ፀንቶ
ታየ ህዝባዊነት ዳር እስከዳር በርቶ
ለሰላም ለፍትህ ለህዝቦች ነፃነት
በእኩልነት በፍቅር ቆመናል ባንድነት
መሰረተ ፅኑ ሰብዕናን ያልሻርን
ህዝቦች ነን ለስራ በስራ የኖርን
ድንቅ የባህል መድረክ ያኩሪ ቅርስ ባለቤት
የተፈጥሮ ፀጋ የጀግና ህዝብ እናት
እንጠብቅሻለን አለብን አደራ
ኢትዮጵያችን ኑሪ እኛም ባንቺ እንኩራ።

## Transliteración
Yäzegənätə kəbərə bä itəyop'əyachənə ṣ́änəto
Tayä həzəbawinätə darə əsəkädarə bärəto
Läsälamə läfətəhə lähəzəbochə näṣ́anätə
Bäəkulənätə bäfək'ərə k'omänalə banədənätə
Mäsärätä ṣ́ənu säbə'ənanə yaləsharənə
Həzəbochə nänə läsəra bäsəra yänorənə
Dənək'ə yäbahələ mädəräkə yakuri k'ərəsə baläbetə
Yätäfät'əro ṣ́äga yäjägəna həzəbə ənatə
ənət'äbək'əshalänə äläbənə ädära
Itəyop'əyachənə nuri əñamə banəchi ənəkura!

## Traducción al español
El respeto a la ciudadanía es fuerte en nuestra Etiopía;
El orgullo nacional se ve, brillando de un lado a otro.
Por la paz, por la justicia, por la libertad de los pueblos,
estamos unidos en igualdad y amor.
Firma de la fundación, no despedimos humanos.
Somos gente que vive por el trabajo.
Maravillosa es la tradición, amante de una herencia orgullosa.
Tolerancia natural, madre de un pueblo valiente.
Tenemos que protegerte, es nuestro deber.
¡Viva nuestra Etiopía! ¡Haznos estar orgullosos de ti!.